# دنیل لیبسکیند
دنیل لیبِسکند (به انگلیسی: Daniel Libeskind) معمار برجستهٔ یهودی‌الاصل لهستانی-آمریکایی است. او در ۱۹۴۶ در ووج، لهستان به دنیا آمد. او تا به حال آثار معماری معروف و پروژه‌های موفقی مانند موزه یهود برلین، را به انجام رسانده‌است که این پروژه‌ها باعث شهرت جهانی وی شده‌است.
دنیل لیبسکیند بعد از جنگ جهانی دوم در لهستان به دنیا آمد. پدر و مادر او از بازماندگان یهودی حادثه هلوکاست بودند. دنیل لیبسکیند در زمان کودکی یک نوازنده با استعداد بود، اما بعد از اینکه خانواده اش در سن ۱۳ سالگی او به نیویورک مهاجرت کردند، او در مسیر معماری قرار گرفت. دنیل لیبسکیند مدرک لیسانس معماری خود را از دانشگاه کوپر یونیون نیویورک و مدرک کارشناسی ارشد در رشته تاریخ و تئوری معماری را از دانشگاه اسکس انگلیس، دریافت کرد. لیبسکیند جز آن دسته معمارانی ست که محتوا را فدای فرم نکرده است. و فرم و محتوا را در تمامی پروژه هایش به صورت همگام با هم‌ پیش برده است.

## آثار
ساختن بخش الحاقی موزهٔ یهود برلین، از مهم‌ترین آثار او به‌شمار می‌آید. ساخت این موزه شهرت زیادی برای او به ارمغان آورد. از دیگر آثار او می‌توان «کریستالز» را نام برد.

## طراحی مرکز تجارت جهانی
دنیل لیبسکند در رقابتی که برای گسترش طرح اصلی ساختِ دوبارهٔ مرکز تجارت جهانی در سال ۲۰۰۲ برگزار شد، پیروز شد.
او در پروپزال اولیه‌اش، طرح باغ‌های هوایی، به‌همراه آسیاب‌بادی، را برای این ساختمان در نظر گرفته‌بود.

## ترجمه جستارها به فارسی
- فضای پایان، در کتاب نظریه‌ها و مانیفست‌های معماری معاصر، از چارلز جنکز و کارل کروپف، ترجمه احسان حنیف، نشر فکر نو، ۱۳۹۷.
- فضای تقابل، در کتاب نظریه‌ها و مانیفست‌های معماری معاصر، از چارلز جنکز و کارل کروپف، ترجمه احسان حنیف، نشر فکر نو، ۱۳۹۷.
- نشان‌های غیراصیل، در کتاب نظریه‌ها و مانیفست‌های معماری معاصر، از چارلز جنکز و کارل کروپف، ترجمه احسان حنیف، نشر فکر نو، ۱۳۹۷.
- سروته کردن X، در کتاب نظریه‌ها و مانیفست‌های معماری معاصر، از چارلز جنکز و کارل کروپف، ترجمه احسان حنیف، نشر فکر نو، ۱۳۹۷.

## پیوند مرتبط
مرکز تجارت جهانی

## نگارخانه

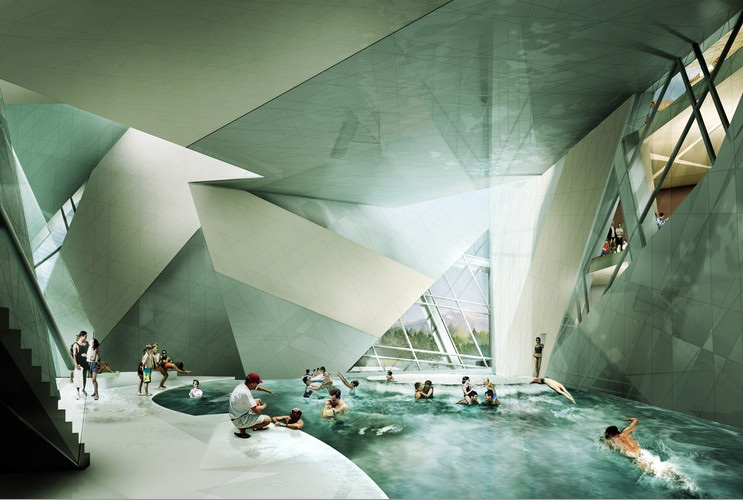
یک استخر سرپوشیده در سوئیس
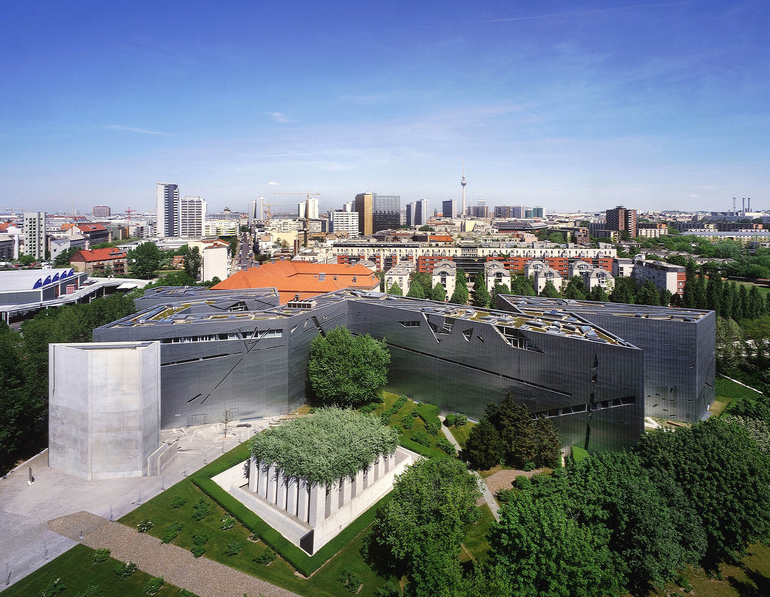
موزه یهودیان برلین سال ۱۹۹۹
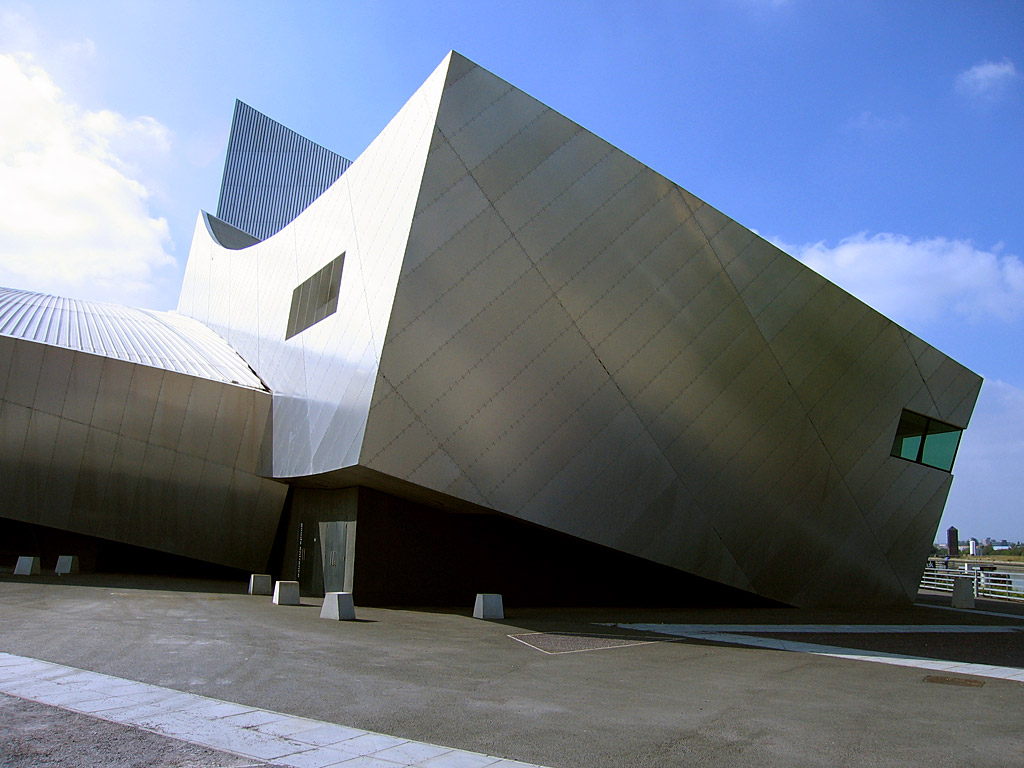
موزه جنگ سلطنتی شمال سال ۲۰۰۱
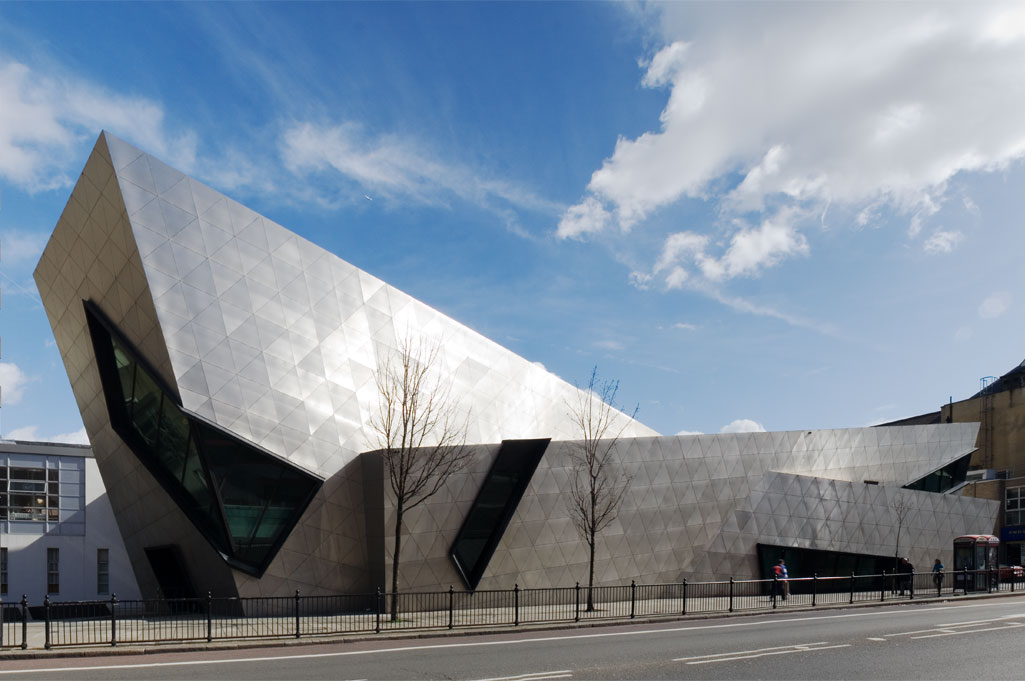
دانشگاه متروپولیتن لندن

1. ↑  "Daniel Libeskind | Biography, Architecture, Buildings, Style, & Facts | Britannica". www.britannica.com (به انگلیسی). Retrieved 2024-09-14.